# 特朗普移动
特朗普移动（Trump Mobile）是一家美国移动虚拟运营商，由T1 Mobile所有，其品牌经特朗普集团授权使用。公司于2025年6月16日成立。

## 历史
特朗普移动创立于2025年6月16日，由唐纳德·特朗普的儿子小唐纳德·特朗普和埃里克·特朗普在纽约市特朗普大厦宣布。之选择这一天宣布，是因为当天是特朗普宣布参加2016年总统竞选十周年。该公司网站发布时，其提供的覆盖地图上显示的是“墨西哥湾”，而不是“美国湾”，违反了特朗普总统签署的行政命令。该地图已从特朗普移动网站上删除。在最初宣布智能手机将完全在美国境内生产约一周后，特朗普移动从其网站上删除了这些提及，原因是分析人士指出美国缺乏此类制造设施。随后媒体爆出，该款手机的产地为中华人民共和国。T1手机的发布日期从2025年9月更改为“今年（2025年）晚些时候”。

## 产品

### T1智能手机
T1手机是一款金色智能手机，是中国制造的闻泰Revvl 7 Pro 5G 的换壳版本。在美国，闻泰Revvl 7 Pro 5G由T-Mobile销售。

### T1移动服务
T1 Mobile是一家移动虚拟运营商，提供免费拨打超过100个国家的电话和发送短信，每月套餐费用为47.45美元，其中“45”和“47”亦为特朗普二度任职总统的任期数。用户还可享受远程医疗、汽车路边援助等特权服务。T1 Mobile由总部位于佛罗里达州的Liberty Mobile Wireless公司管理，该公司由马修·洛帕廷于2018年创立，使用T-Mobile的网络。

## 争议
《连线》杂志指出，特朗普移动网站上展示的手机看起来像是渲染图。他们后来指出，该网站的另一个部分展示了一张iPhone的渲染图。